# (38416) 1999 RV213
1999 RV213 (asteroide 38416) é um asteroide da cintura principal. Possui uma excentricidade de 0.04517000 e uma inclinação de 1.72861º.
Este asteroide foi descoberto no dia 13 de setembro de 1999 por Spacewatch em Kitt Peak.